# Alfred Wills
Alfred Wills PC (11 de diciembre de 1828 – 9 de agosto de 1912) fue un juez del Tribunal Supremo inglés y un muy conocido montañero. Fue el tercer Presidente del Club Alpino desde 1863 hasta 1865. 

## Primeros años
Wills fue el segundo hijo de William Wills, juez de paz, de Edgbaston, Birmingham, y de su esposa Sarah Wills, hija de Jeremiah Ridout. Fue educado en una escuela en Edgbaston y en el University College London, donde realizó exposiciones y becas en Matemáticas, Clásicas y Leyes, graduándose BA en 1849 y LLB en 1851.

## Carrera legal

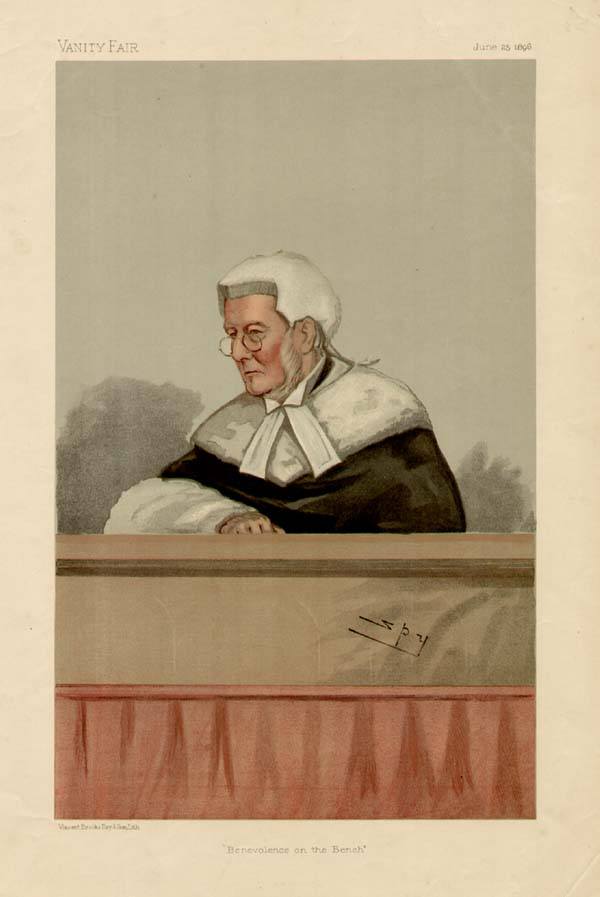
Caricatura del Hon Sir Alfred Wills. El título decía "Benevolence on the Bench".

Wills se hizo barrister del Middle Temple durante 1851 y fue nombrado Consejero de la reina  durante 1872. Fue el primer registrador de Sheffield, 1881–84; un juez de la División del Tribunal Superior de Justicia de la Reina y del Rey, 1884–1905, Presidente de la Comisión de ferrocarriles y canales, 1888–1893, y Tesorero del Middle Temple, 1892-1893. 
Durante su carrera como juez, Alfred Wills fue famoso por presidir el juicio en el que Oscar Wilde fue condenado por "cometer actos de indecencia grave con otras personas del sexo masculino". 
Con su padre William Wills, fue el coautor de Un ensayo sobre los principios de la evidencia circunstancial: ilustrado por numerosos casos (1905), todavía un texto estándar a menudo citado. 

## Montañero
El ascenso, por parte de Wills y su partida en 1854, del Wetterhorn, está considerado el evento que marcó el inicio de la edad de oro del alpinismo. Wills creyó que era el primero en subir esta montaña, aunque realmente hubo una ascensión antes en el año 1844. Desde entonces en adelante, escalar montañas como deporte se puso de moda.
Fue el tercer presidente del Club Alpino desde 1863 hasta 1865. 
Un refugio de montaña cerca de Chamonix aún lleva su nombre.

## Publicaciones
- Wanderings among the High Alps
- The Eagle's Nest
- Wills on Circumstantial Evidence (ed.)
- Rendu's Théorie des Glaciers de la Savioe (traducción)

## Honores
- Nombrado Caballero, 1884
- Consejero Privado, 1905

## Familia
Wills se casó primero, en 1854, con Lucy, hija de George Martineau. Ella murió en 1860, y en 1861 se casó por segunda vez con Bertha, hija de Thomas Lombe Taylor, de Starston, Norfolk. Su segunda esposa murió en el año 1906. Tuvo tres hijos y dos hijas.